# Sergio Ferrara
Sergio Ferrara (Roma, 2 maggio 1945) è un fisico italiano che svolge ricerca nel campo della fisica teorica delle particelle elementari e della fisica matematica.
È autore delle teorie di supersimmetria delle particelle elementari (Teorie di Yang-Mills supersimmetriche, con Bruno Zumino) e della supergravità, la prima significativa generalizzazione della teoria della relatività generale, basata sul principio di supersimmetria locale (con Daniel Z. Freedman e P. Van Nieuwenhuizen). Ha inoltre dato contributi pionieristici alle Teorie Conformi e al Bootstrap Conforme (con Raoul Gatto, A. Grillo e Giorgio Parisi). 
La verifica sperimentale di vari aspetti di queste teorie, quali l'esistenza di particelle supersimmetriche, è oggi fra gli obiettivi primari dall'acceleratore di particelle LHC.

## Biografia

### Carriera
Sergio Ferrara si è laureato presso l'Università La Sapienza di Roma nel 1968. Da allora ha lavorato come ricercatore per il CNEN e l'INFN presso i Laboratori Nazionali di Frascati, come CNRS Visiting Scientist presso il Laboratorio di Fisica Teorica della École normale supérieure di Parigi, e presso la divisione Teorica del CERN di Ginevra. Nel 1980 è diventato professore ordinario di Fisica Teorica in Italia. Nel 1981 è entrato alla Divisione Teorica del CERN come staff member. Dal 1985 è professore di Fisica presso l'UCLA. Dal 1986 è senior staff member al Dipartimento di Fisica del CERN.

### La scoperta della supergravità
Nel 1976 Sergio Ferrara, Daniel Z. Freedman e Peter van Nieuwenhuizen hanno elaborato la Supergravità alla Stony Brook University di New York. Proposta inizialmente come teoria in 4 dimensioni, la teoria della supergravità generalizza la teoria della relatività generale, incorporando il principio di supersimmetria.

## Premi
- Nel 1991 Prix Scientifique de l'UAP. La motivazione recita:

«...For contributions to Conformal Field Theory and to the discovery of Supergravity.»
- Nel 1993 Premio Dirac, ICTP. La motivazione recita:

«...per la scoperta della supergravità nel 1976 e i suoi contributi fondamentali negli sviluppi successivi della teoria. Questa scoperta ha portato ad una esplosione di interesse nella gravità quantistica e ha trasformato il campo, giocando un ruolo fondamentale nello sviluppo delle teorie di stringa e di Kaluza-Klein.»
- Nel 1993 Laurea Magistrale Honoris Causa, Università degli Studi di Roma Tor Vergata
- Nel 2005 Premio Enrico Fermi, Società italiana di fisica. La motivazione recita:

«...ha onorato la Fisica italiana con le sue scoperte che hanno contribuito in modo sostanziale allo sviluppo delle moderne teorie della Gravità. Per il suo contributo alla scoperta della teoria della Supergravità.»
- Nel 2006 Premio Dannie Heineman per la fisica matematica, American Physical Society. La motivazione recita:

«...per aver costruito la supergravità, la prima estensione supersimmetrica della relatività generale di Einstein, e per il suo ruolo centrale negli sviluppi successivi.»
- Nel 2008 Medaglia Amaldi, SIGRAV:

«...per i suoi rilevanti contributi alla costruzione dei modelli di supergravità, al loro accoppiamento alla materia e alle implicazioni per i buchi neri come la teoria degli attrattori.»
- Nel 2008 Medaglia Avogadro, Accademia Nazionale dei Lincei
- Nel 2008 Miller visiting professorhip award, Università della California - Berkeley
- Nel 2008 ERC Advanced Grant Award ”Superfields”, n.226455
- Nel 2015 Premio Margherita Hack per la Sezione Scienza, Istituto Nazionale di Astrofisica e Ministero della Cultura
- Nel 2015 JINR Medal of Honour
- Nel 2016 Ettore Majorana Medal, EMFCSC, Erice[1]
- Nel 2016 Membro straniero dell'Accademia delle Scienze di Russia
- Nel 2019 Special Breakthrough Prize in Fundamental Physics (con Daniel Z. Freedman e Peter van Nieuwenhuizen),[2]

«...“per l'invenzione della supergravita’, in cui le variabili quantistiche fanno parte della descrizione della geometria dello spaziotempo. »
- Nel 2020 Isaac Pomeranchuk Prize